# Montfermier
Montfermier est une commune française située dans le nord du département de Tarn-et-Garonne, en région Occitanie.
Sur le plan historique et culturel, la commune est dans le Quercy Blanc, correspondant à la partie méridionale du Quercy, devant son nom à ses calcaires lacustres du Tertiaire.
Exposée à un climat océanique altéré, elle est drainée par le Lemboulas, le ruisseau de Saint-Nazaire et par divers autres petits cours d'eau. La commune possède un patrimoine naturel remarquable composé d'une zone naturelle d'intérêt écologique, faunistique et floristique.
Montfermier est une commune rurale qui compte 109 habitants en 2022, après avoir connu un pic de population de 326 habitants en 1841.  Ses habitants sont appelés les Montfermierois ou  Montfermieroises.

## Géographie

### Localisation
Montfermier est une petite commune rurale située sur les coteaux à mi-chemin entre Montauban et Cahors et sur la RD 20 à mi-chemin entre Molières et Montpezat-de-Quercy (6 km), dans le Quercy Blanc ou Bas Quercy.
Les paysages sont formés de terres agricoles très variées : bois, prairies, cultures, lacs collinaires...

### Communes limitrophes
La commune est limitrophe du département du Lot.
Les communes limitrophes sont  Castelnau-Montratier, Molières, Montpezat-de-Quercy et Saint-Paul-Flaugnac.
| Castelnau-Montratier (Lot) | Saint-Paul-Flaugnac (Lot) |                     |
|                            | Montfermier               | Montpezat-de-Quercy |
|                            | Molières                  |                     |

### Hydrographie

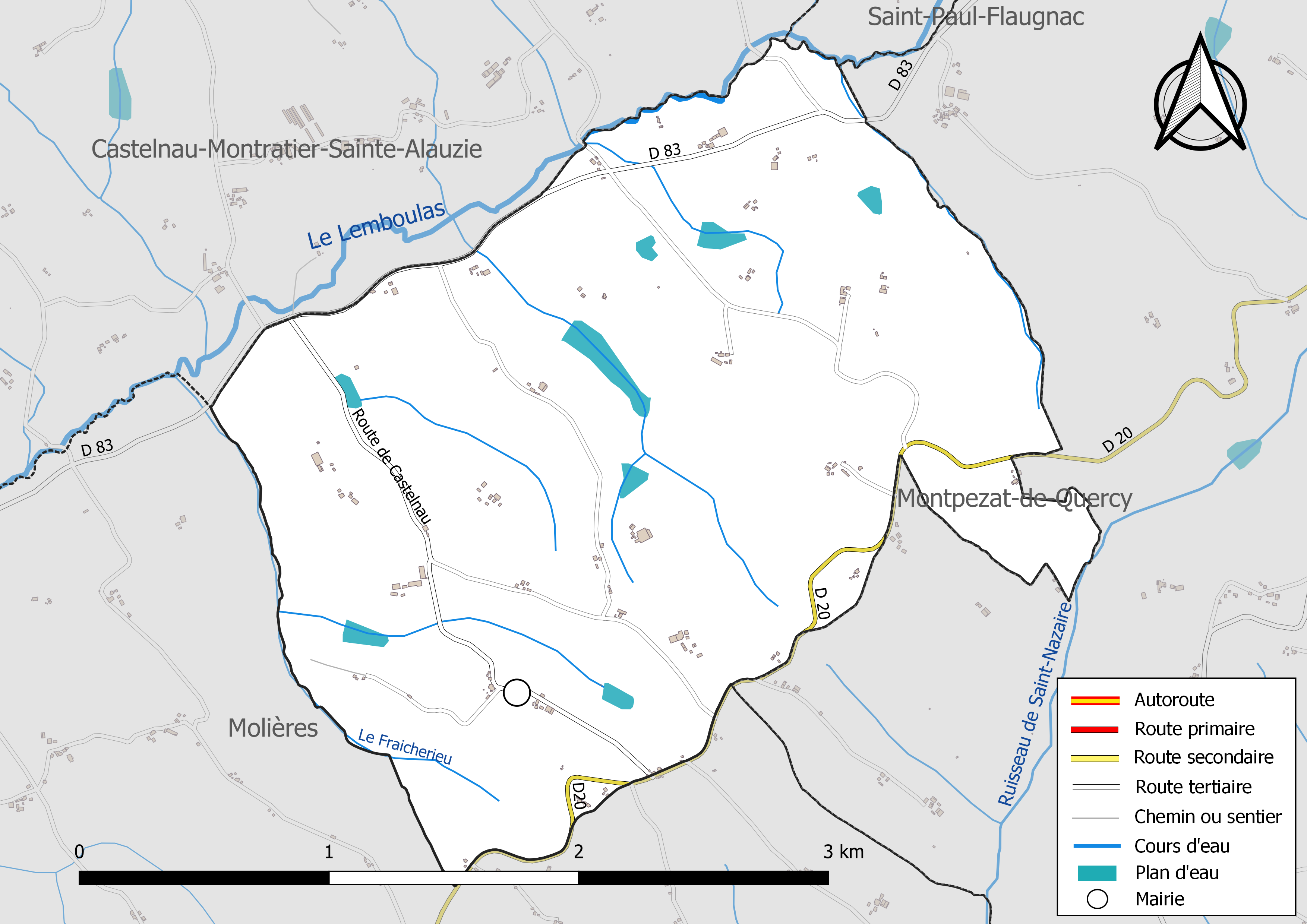
Réseaux hydrographique et routier de Montfermier.

La commune est dans le bassin versant de la Garonne, au sein du bassin hydrographique Adour-Garonne. Elle est drainée par le Lemboulas, le ruisseau de Saint-Nazaire, le Fraicherieu et par divers petits cours d'eau, constituant un réseau hydrographique de 9 km de longueur totale,.
Le Lemboulas, d'une longueur totale de 56,7 km, prend sa source dans la commune de Lalbenque et s'écoule du nord-est au sud-ouest. Il traverse la commune et se jette dans le Tarn à Castelsarrasin, après avoir traversé 15 communes.

### Climat
Pour des articles plus généraux, voir Climat de l'Occitanie et Climat de Tarn-et-Garonne.
En 2010, le climat de la commune est de type climat océanique altéré, selon une étude du Centre national de la recherche scientifique s'appuyant sur une série de données couvrant la période 1971-2000. En 2020, Météo-France publie une typologie des climats de la France métropolitaine dans laquelle la commune est toujours exposée à un climat océanique altéré et est dans la région climatique Aquitaine, Gascogne, caractérisée par une pluviométrie abondante au printemps, modérée en automne, un faible ensoleillement au printemps, un été chaud (19,5 °C), des vents faibles, des brouillards fréquents en automne et en hiver et des orages fréquents en été (15 à 20 jours).
Pour la période 1971-2000, la température annuelle moyenne est de 12,8 °C, avec une amplitude thermique annuelle de 15,7 °C. Le cumul annuel moyen de précipitations est de 818 mm, avec 10,4 jours de précipitations en janvier et 6 jours en juillet. Pour la période 1991-2020, la température moyenne annuelle observée sur la station météorologique de Météo-France la plus proche, « Saint-Vincent », sur la commune de Saint-Vincent-d'Autéjac à 8 km à vol d'oiseau, est de 13,9 °C et le cumul annuel moyen de précipitations est de 771,1 mm. 
La température maximale relevée sur cette station est de 41,5 °C, atteinte le 23 août 2023 ; la température minimale est de −13 °C, atteinte le 9 février 2012,,.
Les paramètres climatiques de la commune ont été estimés pour le milieu du siècle (2041-2070) selon différents scénarios d'émission de gaz à effet de serre à partir des nouvelles projections climatiques de référence DRIAS-2020. Ils sont consultables sur un site dédié publié par Météo-France en novembre 2022.

### Milieux naturels et biodiversité

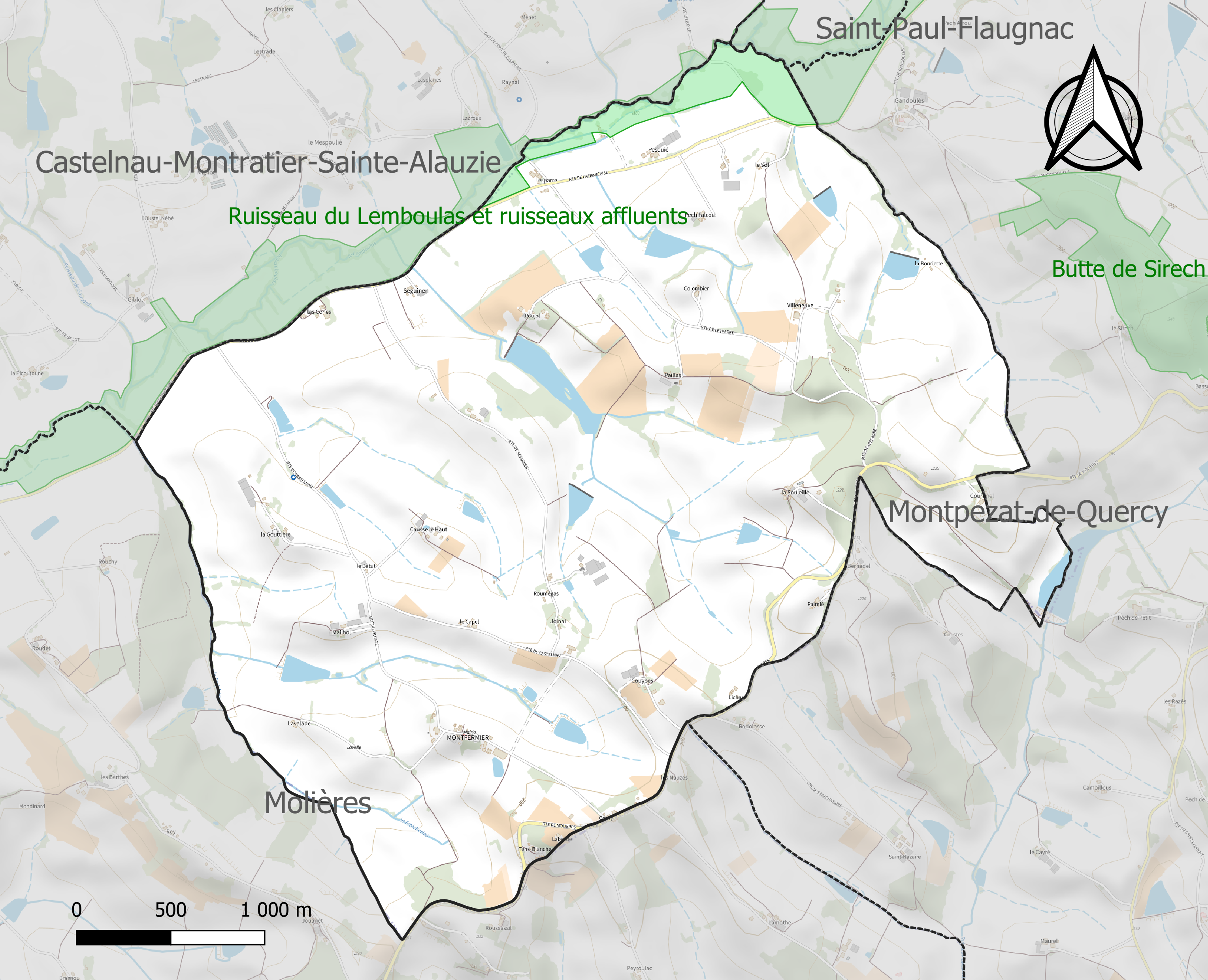
Carte de la ZNIEFF de type 1 localisée sur la commune.

L’inventaire des zones naturelles d'intérêt écologique, faunistique et floristique (ZNIEFF) a pour objectif de réaliser une couverture des zones les plus intéressantes sur le plan écologique, essentiellement dans la perspective d’améliorer la connaissance du patrimoine naturel national et de fournir aux différents décideurs un outil d’aide à la prise en compte de l’environnement dans l’aménagement du territoire.
Une ZNIEFF de type 1 est recensée sur la commune :
le « ruisseau du Lemboulas et ruisseaux affluents » (1 311 ha), couvrant 9 communes dont six dans le Lot et trois dans le Tarn-et-Garonne.

## Urbanisme

### Typologie
Au 1er janvier 2024, Montfermier est catégorisée commune rurale à habitat très dispersé, selon la nouvelle grille communale de densité à sept niveaux définie par l'Insee en 2022.
Elle est située hors unité urbaine et hors attraction des villes,.

### Occupation des sols
L'occupation des sols de la commune, telle qu'elle ressort de la base de données européenne d’occupation biophysique des sols Corine Land Cover (CLC), est marquée par l'importance des territoires agricoles (99,9 % en 2018), une proportion identique à celle de 1990 (99,9 %). La répartition détaillée en 2018 est la suivante : 
terres arables (76,5 %), zones agricoles hétérogènes (14,6 %), cultures permanentes (7,3 %), prairies (1,5 %), forêts (0,1 %). L'évolution de l’occupation des sols de la commune et de ses infrastructures peut être observée sur les différentes représentations cartographiques du territoire : la carte de Cassini (XVIIIe siècle), la carte d'état-major (1820-1866) et les cartes ou photos aériennes de l'IGN pour la période actuelle (1950 à aujourd'hui).

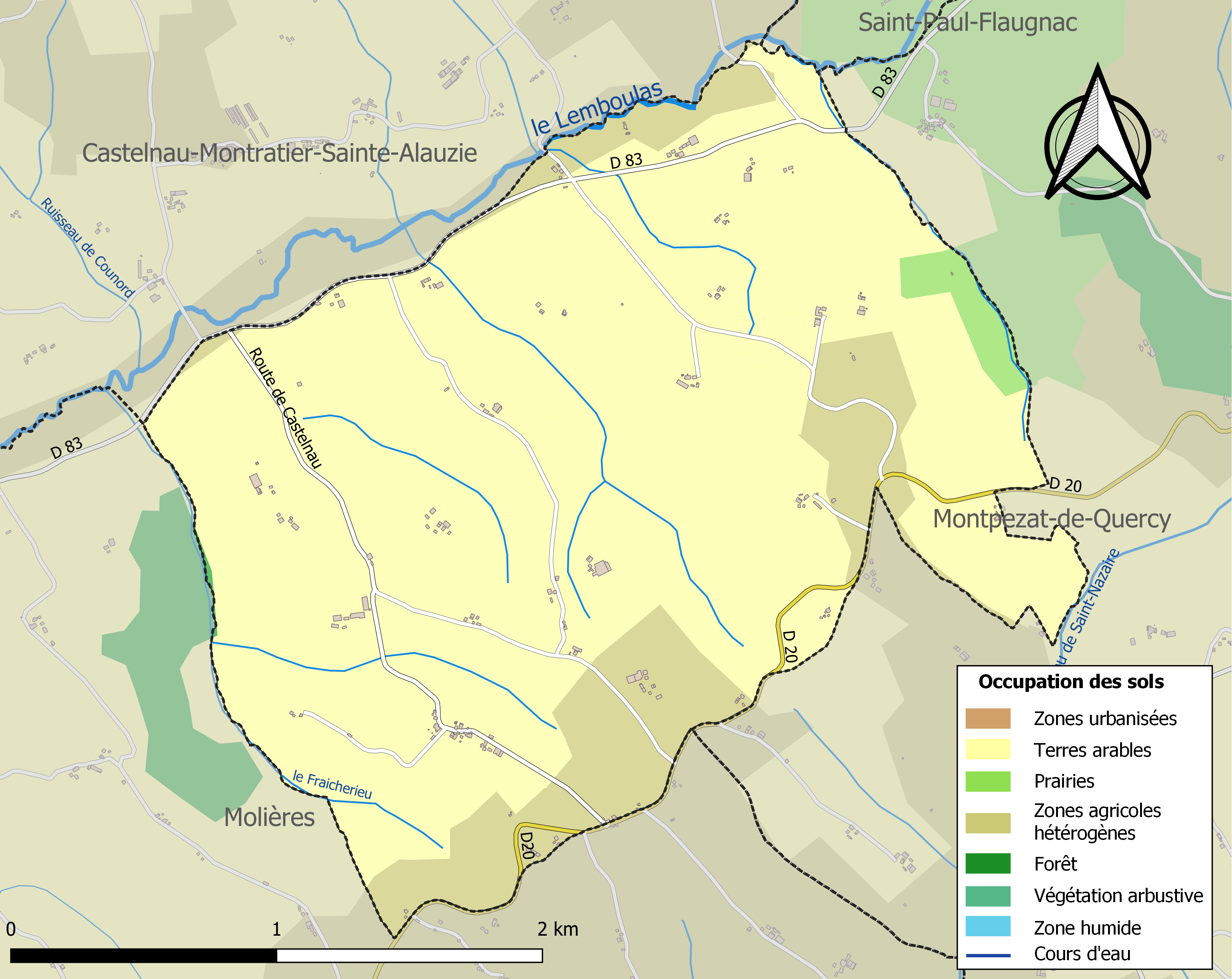
Carte des infrastructures et de l'occupation des sols de la commune en 2018 (CLC).

### Risques majeurs
Le territoire de la commune de Montfermier est vulnérable à différents aléas naturels : météorologiques (tempête, orage, neige, grand froid, canicule ou sécheresse), inondations, mouvements de terrains et séisme (sismicité très faible). Il est également exposé à un risque technologique,  le transport de matières dangereuses. Un site publié par le BRGM permet d'évaluer simplement et rapidement les risques d'un bien localisé soit par son adresse soit par le numéro de sa parcelle.

#### Risques naturels
Certaines parties du territoire communal sont susceptibles d’être affectées par le risque d’inondation par débordement de cours d'eau, notamment le Lemboulas. La cartographie des zones inondables en ex-Midi-Pyrénées réalisée dans le cadre du XIe Contrat de plan État-région, visant à informer les citoyens et les décideurs sur le risque d’inondation, est accessible sur le site de la DREAL Occitanie. La commune a été reconnue en état de catastrophe naturelle au titre des dommages causés par les inondations et coulées de boue survenues en 1982, 1993, 1999 et 2015,.
Montfermier est exposée au risque de feu de forêt. Le département de Tarn-et-Garonne présentant toutefois globalement un niveau d’aléa moyen à faible très localisé, aucun Plan départemental de protection des forêts contre les risques d’incendie de forêt (PFCIF) n'a été élaboré. Le débroussaillement aux abords des maisons constitue l’une des meilleures protections pour les particuliers contre le feu,.

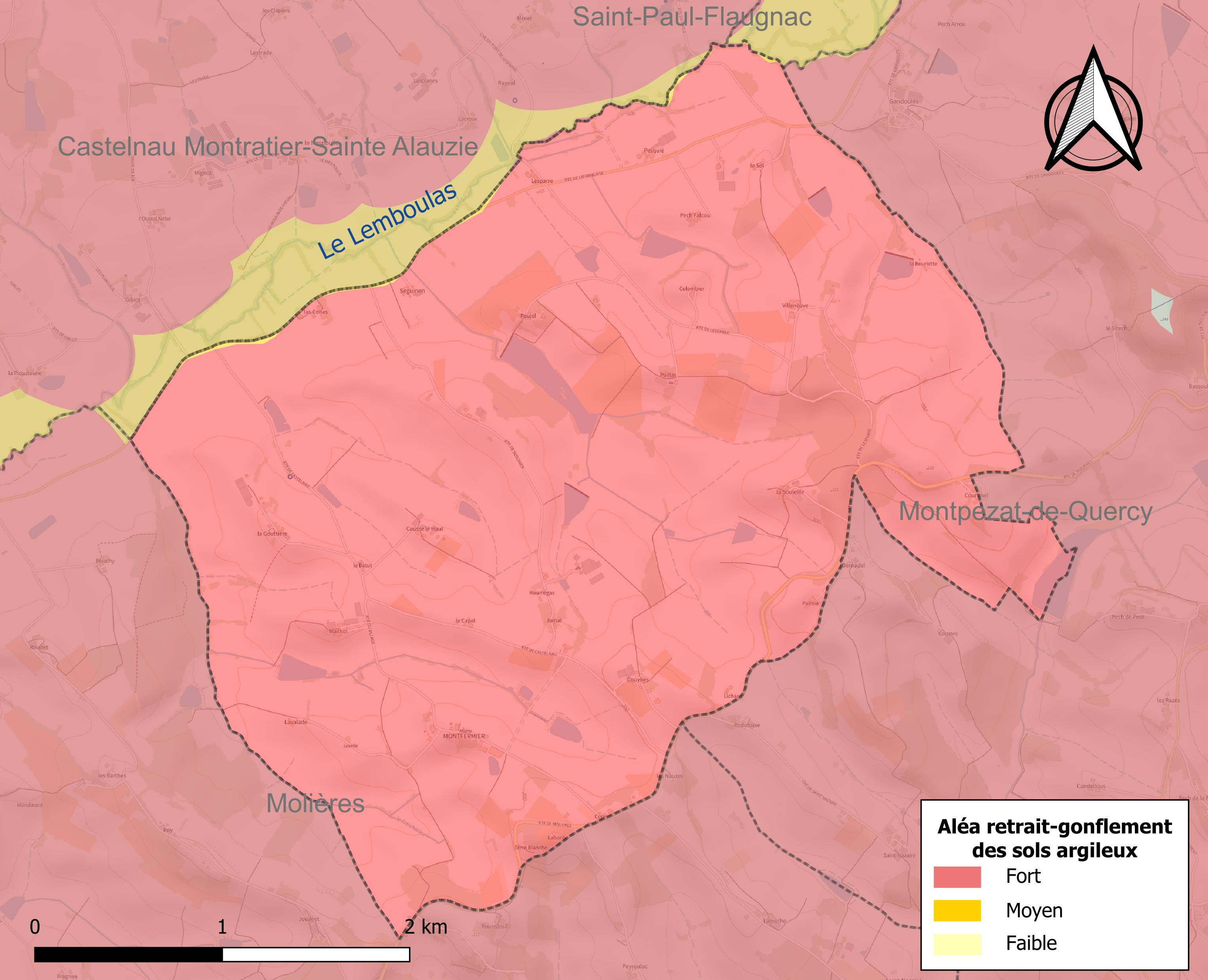
Carte des zones d'aléa retrait-gonflement des sols argileux de Montfermier.

Les mouvements de terrains susceptibles de se produire sur la commune sont des tassements différentiels.
Le retrait-gonflement des sols argileux est susceptible d'engendrer des dommages importants aux bâtiments en cas d’alternance de périodes de sécheresse et de pluie. La totalité de la commune est en aléa moyen ou fort (92 % au niveau départemental et 48,5 % au niveau national). Sur les 56 bâtiments dénombrés sur la commune en 2019, 56 sont en aléa moyen ou fort, soit 100 %, à comparer aux 96 % au niveau départemental et 54 % au niveau national. Une cartographie de l'exposition du territoire national au retrait gonflement des sols argileux est disponible sur le site du BRGM,.
Par ailleurs, afin de mieux appréhender le risque d’affaissement de terrain, l'inventaire national des cavités souterraines permet de localiser celles situées sur la commune.
Concernant les mouvements de terrains, la commune a été reconnue en état de catastrophe naturelle au titre des dommages causés par la sécheresse en 1989, 1991 et 2009 et par des mouvements de terrain en 1999.

#### Risques technologiques
Le risque de transport de matières dangereuses sur la commune est lié à sa traversée par des infrastructures routières ou ferroviaires importantes ou la présence d'une canalisation de transport d'hydrocarbures. Un accident se produisant sur de telles infrastructures est susceptible d’avoir des effets graves sur les biens, les personnes ou l'environnement, selon la nature du matériau transporté. Des dispositions d’urbanisme peuvent être préconisées en conséquence.

## Toponymie
On interprète généralement le toponyme comme signifiant " la colline du sieur Fermier ". Cependant, on sait que, dans ce type de nom commençant par Mont-, on a souvent affaire à d'anciennes propriétés de Francs ou de Wisigoths ; voir : Monbrison. Le patronyme Fermier, français, ne correspondrait pas.
En réalité, Montfermier se compose des éléments latins mons / montis (= montagne, colline) et firmarium (forteresse); ce second terme est issu de firmus (= ferme, solide).
Le toponyme fait donc référence à une colline fortifiée, sur laquelle on avait construit un ouvrage militaire défensif, peut être une tour de bois ou des palissades.

## Histoire
Une autre petite commune voisine, Lesparre aujourd'hui lieu-dit, existait. Son conseil, par délibération, demanda à ce qu’elle soit rattachée à la commune de Montfermier, le 29 novembre 1790. Le conseil de cette dernière délibéra favorablement dans ce sens. Mais, c'est seulement le 3 février 1797, que le préfet du Lot (le Tarn-et-Garonne n‘existait pas encore), autorisa la fusion des deux communes. Lorsque Napoléon Ier créa le Tarn-et-Garonne en 1808, Montfermier se trouva incluse dans ce nouveau département, en position limitrophe du Lot (commune de Castelnau-Montratier). Une péninsule, partant de Lesparre, englobant les lieux-dits Poujols et Brousse, demeura au département du Lot quelques années (vraisemblablement par la volonté des propriétaires, qui avaient des relations).
Puis un échange eut lieu avec le Lot, avec des terres situées entre la rivière Lemboulas et le chemin Moissaguais, pour que les contours de la commune soient plus cohérents et forment d’ailleurs ainsi un quadrilatère presque parfait.
Les copies de différents documents d’archives, nous permettent de remonter, pour certaines origines, jusqu’au XIIe siècle :
- château de Lesparre, dont subsiste la motte castrale avec souterrain ;
- la famille De Beaufort, seigneurs et comtes de Lesparre, dont nous trouvons trace du XIIe siècle à fin XIXe siècle (nobles, militaires, officiers, écuyers du roi) ;
- les armes de Jean de Beaufort[Lequel ?], étaient un écu azur avec une fleur de lis d’or posée à droite de l’écu et deux demi-fleurs de Lis de même posées une au-dessus de l’autre du côté gauche, (preuve pour l’école militaire en 1775).

La paroisse, au XIVe siècle, était propriété de la famille Des Prés de Montpezat-de-Quercy. Au XVIIIe siècle, l'abbaye de La Garde Dieu en avait le patronage. Mais c’était l’évêque de Cahors qui nommait directement les prêtres à la cure.
Un registre ouvert en 1611 et tenu quelques années par Jean Robert, consul, reflète ce qu’était une juridiction, telle que Montfermier, à l’époque.
L'école communale est désaffectée depuis les années 1980. Elle a été transformée en salle des fêtes. Depuis 2004, une nouvelle salle polyvalente attenante à l'école a été construite.

## Politique et administration
| Période                                  | Période                  | Identité         | Étiquette | Qualité |
| ---------------------------------------- | ------------------------ | ---------------- | --------- | ------- |
| Les données manquantes sont à compléter. |                          |                  |           |         |
| 1900                                     | 1925                     | François Landou  |           |         |
| 1925                                     | 1929                     | Guillaume Arades |           |         |
| 1929                                     | 1965                     | Elie Lafargues   |           |         |
| mars 1965                                | 1995                     | Jean Soupa       |           |         |
| Juin 1995                                | 2014                     | Rémy Theron      |           |         |
| mars 2014                                | En cours (au avril 2014) | Rémy Soupa       |           |         |

## Démographie
Les habitants de la commune sont appelés les Fermier-montois.

L'évolution du nombre d'habitants est connue à travers les recensements de la population effectués dans la commune depuis 1793. Pour les communes de moins de 10 000 habitants, une enquête de recensement portant sur toute la population est réalisée tous les cinq ans, les populations de référence des années intermédiaires étant quant à elles estimées par interpolation ou extrapolation. Pour la commune, le premier recensement exhaustif entrant dans le cadre du nouveau dispositif a été réalisé en 2007.

En 2022, la commune comptait 109 habitants, en évolution de +4,81 % par rapport à 2016 (Tarn-et-Garonne : +3,12 %, France hors Mayotte : +2,11 %).
| 1793 | 1800 | 1806 | 1821 | 1831 | 1836 | 1841 | 1846 | 1851 |
| ---- | ---- | ---- | ---- | ---- | ---- | ---- | ---- | ---- |
| 202  | 216  | 285  | 321  | 315  | 290  | 326  | 308  | 308  |

| 1856 | 1861 | 1866 | 1872 | 1876 | 1881 | 1886 | 1891 | 1896 |
| ---- | ---- | ---- | ---- | ---- | ---- | ---- | ---- | ---- |
| 313  | 298  | 301  | 286  | 265  | 249  | 260  | 264  | 263  |

| 1901 | 1906 | 1911 | 1921 | 1926 | 1931 | 1936 | 1946 | 1954 |
| ---- | ---- | ---- | ---- | ---- | ---- | ---- | ---- | ---- |
| 249  | 239  | 203  | 195  | 188  | 189  | 187  | 190  | 180  |

| 1962 | 1968 | 1975 | 1982 | 1990 | 1999 | 2006 | 2007 | 2012 |
| ---- | ---- | ---- | ---- | ---- | ---- | ---- | ---- | ---- |
| 176  | 143  | 118  | 126  | 120  | 109  | 111  | 111  | 105  |

| 2017 | 2022 | - | - | - | - | - | - | - |
| ---- | ---- | - | - | - | - | - | - | - |
| 105  | 109  | - | - | - | - | - | - | - |

## Économie

### Emploi
|                | 2008  | 2013   | 2018   |
| -------------- | ----- | ------ | ------ |
| Commune        | 4,1 % | 3,2 %  | 10 %   |
| Département    | 8,4 % | 10,2 % | 10,3 % |
| France entière | 8,3 % | 10 %   | 10 %   |

En 2018, la population âgée de 15 à 64 ans s'élève à 60 personnes, parmi lesquelles on compte 81,7 % d'actifs (71,7 % ayant un emploi et 10 % de chômeurs) et 18,3 % d'inactifs,. En  2018, le taux de chômage communal (au sens du recensement) des 15-64 ans est inférieur à celui du département, mais supérieur à celui de la France, alors qu'en 2008 il était inférieur à celui de la France.
La commune est hors attraction des villes,. Elle compte 34 emplois en 2018, contre 30 en 2013 et 29 en 2008. Le nombre d'actifs ayant un emploi résidant dans la commune est de 43, soit un indicateur de concentration d'emploi de 79 % et un taux d'activité parmi les 15 ans ou plus de 55,7 %.
Sur ces 43 actifs de 15 ans ou plus ayant un emploi, 29 travaillent dans la commune, soit 67 % des habitants. Pour se rendre au travail, 55,8 % des habitants utilisent un véhicule personnel ou de fonction à quatre roues, 9,3 % s'y rendent en deux-roues, à vélo ou à pied et 34,9 % n'ont pas besoin de transport (travail au domicile).

### Activités hors agriculture

#### Secteurs d'activités
10 établissements sont implantés  à Montfermier au 31 décembre 2019.
Le secteur de l'industrie manufacturière, des industries extractives et autres est prépondérant sur la commune puisqu'il représente 50 % du nombre total d'établissements de la commune (5 sur les 10 entreprises implantées  à Montfermier), contre 9,6 % au niveau départemental.

#### Entreprises et commerces
Les cultures et productions agricoles sont :
- raisin de table Chasselas de Moissac,
- vin des Coteaux-du-Quercy (rouge, rosé, pétillant de muscat...),
- céréales diverses,
- autres fruits (melons du Quercy, prunes, pêches...),
- élevages.
La culture de la vigne dans cette région remonte à l'époque des Romains. Le chasselas est introduit à Moissac dès le Moyen Âge.
En 1977, le raisin Chasselas de Moissac obtient l'appellation d'origine contrôlée (AOC), et depuis juin 1996, au niveau européen, l'appellation  « Chasselas de Moissac » est reconnue comme une appellation d'origine protégée (AOP), et son cahier des charges modifié en octobre 2008. La culture du chasselas de Moissac a été répertorié par l'inventaire du patrimoine culturel immatériel en France en 2016.
Le vin Coteaux-du-quercy est un vin français classé depuis 2011 par l'Institut national des appellations d'origine en AOC dont le vignoble est situé à cheval sur les départements de Tarn-et-Garonne et du Lot. Son cépage principal est le cabernet franc (40 min et 60 % max), complété par le merlot, le cot, le tannat et le gamay, sans qu'ils ne dépassent 20 % chacun dans l'assemblage final du vin.

### Agriculture
La commune est dans le « Bas-Quercy de Montpezat », une petite région agricole couvrant une bande nord  du département de Tarn-et-Garonne. En 2020, l'orientation technico-économique de l'agriculture  sur la commune est la polyculture et/ou le polyélevage. 
|               | 1988 | 2000 | 2010 | 2020  |
| ------------- | ---- | ---- | ---- | ----- |
| Exploitations | 21   | 15   | 14   | 11    |
| SAU (ha)      | 617  | 717  | 930  | 1 020 |

Le nombre d'exploitations agricoles en activité et ayant leur siège dans la commune est passé de 21 lors du recensement agricole de 1988  à 15 en 2000 puis à 14 en 2010 et enfin à 11 en 2020, soit une baisse de 48 % en 32 ans. Le même mouvement est observé à l'échelle du département qui a perdu pendant cette période 57 % de ses exploitations,. La surface agricole utilisée sur la commune a quant à elle augmenté, passant de 617 ha en 1988 à 1 020 ha en 2020. Parallèlement la surface agricole utilisée moyenne par exploitation a augmenté, passant de 29 à 93 ha.

## Culture locale et patrimoine

### Lieux et monuments
- L’église Saint-Jean-Baptiste de Montfermier. L'édifice date du début du XVIe siècle. Plusieurs fois endommagée, elle fut souvent réparée avec des moyens de fortune. Plus récemment, elle a fait l’objet de travaux plus importants, et l’on peut à nouveau admirer les ogives gothiques à la base du clocher.
- Motte féodale ou tumulus au lieu-dit Lesparre.
- L'ancienne école et la salle des fêtes sont situées à 1 km au nord du bourg.

## Pour approfondir